# 伊藤松和
伊藤 松和（いとう しょうわ、享和元年（1801年） - 明治11年（1878年））は、江戸・明治時代の囲碁棋士。名古屋出身、本因坊元丈門下、八段準名人。幼名は松次郎。天保四傑の一人として数えられる幕末の強手で、軽妙、機知に富む碁風、雅韻があったとも言われる。

## 経歴
商人の家に生まれ、幼時に加藤隆和とともに名古屋在住の伊藤子元に入門。尾張徳川家の藩士が素質を見込み、文化9年（1812年）12歳で江戸へ登って本因坊元丈に入門。一旦帰郷するが再度奮起して江戸に戻り、本因坊丈和の教えを受け、文政5年（1822年）に初段を許される。五段まで昇った後に帰郷、尾張の松次郎として名を馳せ、天保2年（1831年）には尾州候御目見えの上で名字帯刀を許される。天保8年（1837年）に西国遊歴し、尾道に立ち寄った際に9歳で初段近かった安田栄斎（本因坊秀策）と対局。当初秀策に対し「座敷ホイト」(ホイトは乞食の意味)と放言したが、対局してみて9歳と思えない碁に感嘆した。後に秀策が本因坊跡目になった際、松和は自ら前記の放言の謝罪に訪れたところ、秀策は「自分を奮い立たせた発言であった」と逆に感謝したとされる。
天保11年に再度江戸に出て、本因坊丈策より六段を許される。嘉永2年（1849年）には家元四家外としては珍しく七段に進み、松和と改名、49歳で本因坊秀策とともに御城碁に初出仕、幕府より十人扶持を受けるようになる。
伊藤松和、安井算知、太田雄蔵、阪口仙得の四人で「天保四傑」とよばれた。
御城碁は文久元年（1861年）まで19局を勤める。そのうち秀策とは4局あり松和全敗。最初の対戦は松和、秀策ともに御城碁3局目にあたる嘉永3年（1850年）の局で、秀策先相先3目勝ちとなったものの、終盤の劫争いで逆転するまで白が優勢を保ち、秀策の御城碁19連勝のうちで最も苦戦した碁と言われ、松和を高く評価する因となった。
神田お玉ヶ池の千葉周作道場の近くに教場を開き賑わったが、火災に遭い上野山下に転居。教場はなおも繁盛したため、明治維新によっても伊藤は生活に苦心することはなかったという。明治3年（1869年）に林秀栄（後の本因坊秀栄）四段と先二の十番碁を打ち、2勝7敗1持碁とする。その後八段準名人に推された。明治11年に上野の自宅で死去。性格温和であったとされる。また酒好きで、1日3度飲んだという。門下に杉山千和、梶川昇、森左抦、他に濃尾地方に数多い。弟の安次郎は四段まで昇った。

## 戦績

### 御城碁
- 1849年（嘉永2年）白番中押勝 林柏栄門入、先番3目勝 安井算知
- 1850年（嘉永3年）白番9目負 安井算知、白番3目負 本因坊秀策
- 1851年（嘉永4年）白番1目勝 井上松本因碩、先番2目勝 本因坊秀和
- 1852年（嘉永5年）白番中押負 阪口仙得、白番6目負 本因坊秀策
- 1853年（嘉永6年）先番中押勝 林柏栄門入、先番5目負 本因坊秀和
- 1854年（安政元年）先番4目勝 安井算知
- 1856年（安政3年）先番中押負 本因坊秀策
- 1857年（安政4年）先番中押負 阪口仙得
- 1858年（安政5年）白番2目勝 林有美
- 1859年（安政6年）白番9目負 本因坊秀策、白番7目勝 林柏栄門入
- 1860年（万延元年）白番中押負 阪口仙得
- 1861年（文久元年）向三子中押負 安井算英、先番中押勝 阪口仙得

### 代表局
「名人の所作」
天保12年（1841年）の本因坊秀和との対局は、松和先相先の白番で、布石から機敏に打ち細碁に持ち込んで持碁とし、松和一生の傑作とされる。この碁を見た丈和と井上幻庵因碩は「秀和の碁として一点の非難すべきなし。然るに松次郎、白を以て持碁となせるは名人の所作なり」と評したという。
白1（32手目）から9が名調子で、さらに白11、15と軽妙に進出しつつ下辺黒に圧力をかける。すでに細碁の局面で、この後黒から中央で仕掛けていくが、白がうまく打ち回した。
秀和とは天保10年の名古屋在時から互先で打ち始め、その後先相先、弘化2年（1845年）に松次郎定先となった。
「古今の長局」
天保10年（1839年）の九世安井算知 (俊哲)との互先の先番2目勝ちの碁は、中盤と終盤に大石の生死を巡る劫争いが延々争われて405手の長手順となったことで知られ、古今唯一の長局と呼ばれた（現在の記録は1950年の大手合、山部俊郎-星野紀戦の411手）。